# Charaxes cyanescens
Charaxes cyanescens är en fjärilsart som beskrevs av Van Son 1935. Charaxes cyanescens ingår i släktet Charaxes och familjen praktfjärilar. Inga underarter finns listade i Catalogue of Life.